# Conculus simboggulensis
Conculus simboggulensis is een spinnensoort in de taxonomische indeling van de Dwergkogelspinnen (Anapidae).
Het dier behoort tot het geslacht Conculus. De wetenschappelijke naam van de soort werd voor het eerst geldig gepubliceerd in 1971 door Paik.